# تکیه قریشی
تکیه قریشی مربوط به دوره قاجار است و در بابل، میدان آستانه، مقابل امامزاده قاسم، خیابان آیت ا روحانی واقع شده و این اثر در تاریخ ۲۶ اسفند ۱۳۸۶ با شمارهٔ ثبت ۲۲۰۴۷ به‌عنوان یکی از آثار ملی ایران به ثبت رسیده است.